# 자오쯔양
자오쯔양(중국어 간체자: 赵紫阳, 정체자: 趙紫陽, 병음: Zhào Zǐyáng, 한자음: 조자양), 1919년 10월 17일 ~ 2005년 1월 17일)은 중화인민공화국의 정치인으로 전(前) 중국공산당 중앙위원회 총서기와 제3대 중화인민공화국의 국무원 총리였다.
1987년부터 1989년까지 중국공산당 총서기였으나 1989년 천안문 사태로 실각되었으며, 그 후로 1989년 7월 8일을 기하여 16년간 가택 연금에 처해진 중에 베이징에서 지병으로 사망하였다.

## 초기 생애와 경력

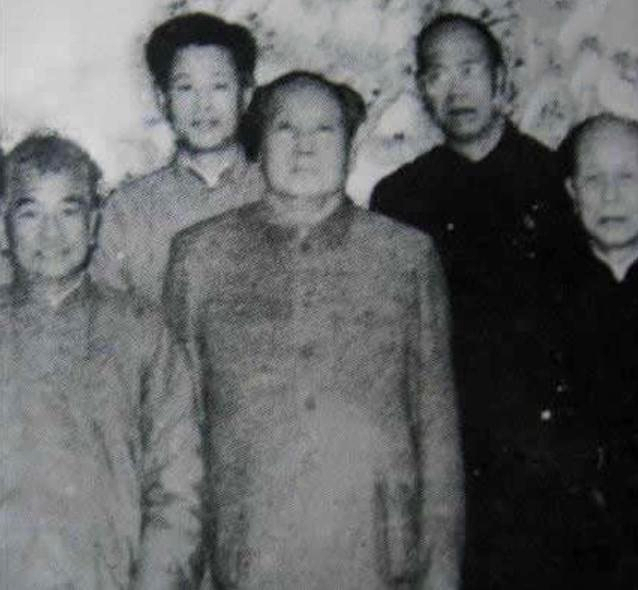
1966년 1월 우한에서 마오쩌둥과 함께 (윗줄 좌측이 자오쯔양)

자오쉬에(중국어: 趙修業)라는 본명으로 허난성 화현에서 태어났다.  그는 중학 시절에 "쯔양"으로 자신의 이름을 바꾸었다.  1932년 자오쯔양은 중국공산주의청년단에 가입하고 1938년 중국공산당의 전임적 당원이 되었다.
그는 중일 전쟁과 국공 내전이 일어난 동안 중국 인민해방군에 복무하였다.  그의 직업들은 싸우는 것이 아닌 대부분 관리하는 것이었다.  1930년대 후반에 그는 자신의 부인 량보치를 만났던 화현의 공산당 대표였다.  그들은 1944년 결혼하였다.
자오쯔양은 1950년대 초반 광둥성에서 더욱 잘 알려지게 되었다.  심각한 식량 부족의 시대 대약진 운동 (1958년-1961년)이 일어난 동안 자오쯔양은 농부들을 돕는 데 노력하였다.  그는 비밀적으로 그들의 곡식을 팔고 그들의 일들로부터 이익을 얻을 수 있도록 허용하였다.  이것은 자신의 계획들이 이용되었던 지역들에서 기아를 줄이는 도움을 주었다.
이 시간 동안 그의 경험들은 그가 더욱 온건적인 경제 정책을 믿도록 만들었다.  그는 어떤 사유 농업과 교역을 도로 가져오는 것을 지지하였다.  그는 또한 큰 집단 농장들이었던 "인민 공동체"를 해체하는 도움을 주기도 했다.  이 변화들은 중국의 농사 회복에 도움을 주었다.  1965년까지 자오쯔양은 광둥성 당서기였다.
하지만 문화대혁명이 일어난 동안 자오쯔양은 자신의 직위들로부터 제거되었다.  그는 공개적으로 비판을 받았고 정치적 망명 중에 시간을 보냈다.

## 정부로 복귀와 개혁들
자오쯔양은 후난성에 있는 공장에서 4년 동안 일하였다.  1971년 그는 저우언라이 총리에 의하여 베이징으로 도로 불려졌다.  그러고나서 그는 내몽골 자치구에서 당의 부대표로 임명되었다.
정부로 복귀한 후, 자오쯔양은 중국의 경제적 변화에서 주요 인물이 되었다.  자신이 경제에서 형식적 훈련을 받지 않았어도 그는 중국의 경제를 안내하는 것에 큰 역할을 했다.

### 쓰촨성에서 경제 변화
1975년 자오쯔양은 쓰촨성에서 최고 공무원이 되었다.  쓰촨성은 중국에서 가장 인구가 많은 성이었이나 과거의 정책으로 인해 큰 피해를 입었다.  거기에서 주민들은 식량을 찾는 데 애쓰고 있었다.
자오쯔양은 쓰촨성에서 성공적인 시장 중심의 변화들을 소개하였다.  그는 개인적인 용도로 가족들이 농토를 이용하는 데 허용하고 농부들이 그들의 곡식을 자유롭게 팔도록 했다.  이 변화들은 3년의 세월 안에 농업과 공장 생산을 거대하게 증가시켰다.  자오쯔양은 쓰촨성에서 매우 인기있게 되었다.  주민들은 "당신이 먹고 싶으면 쯔양을 찾으세요"라고 말했다.

## 국가의 지도자

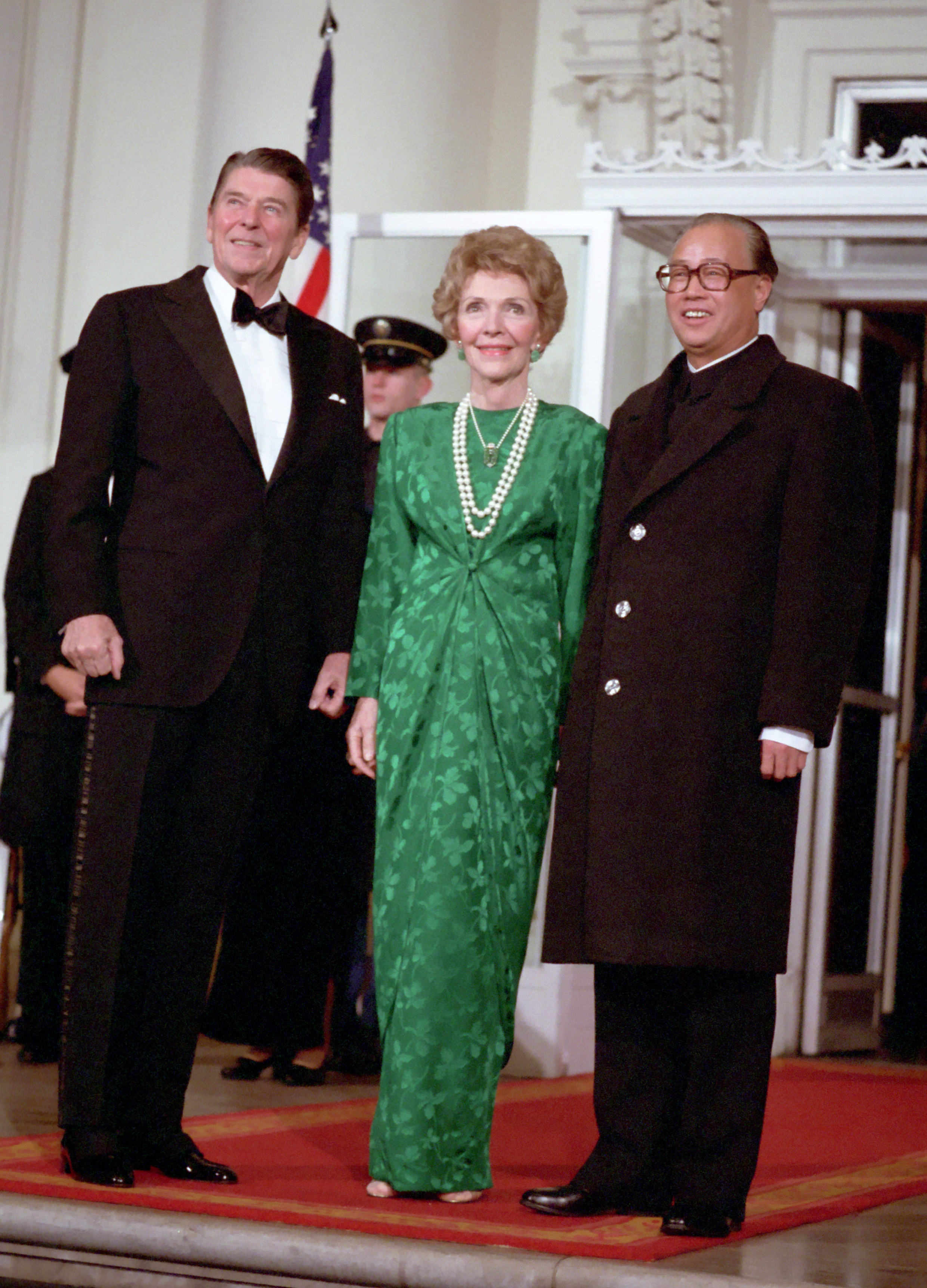
백악관에서 레이건 부부와 함께 한 자오쯔양 총리 (1984년 1월 10일)

1978년 덩샤오핑이 중화인민공화국의 최고 지도자가 된 후, 그는 쓰촨성에서 자오쯔양의 성공을 보았다.  덩샤오핑은 중국공산당에서 자오쯔양을 더욱 높은 직위들로 승진시켰다.  1980년 자오쯔양은 중화인민공화국의 최고 집권 세력 중국공산당 중앙정치국 상무위원회에 가입하였다.
1980년 저우언라이는 제3대 국무원 총리가 되었다.  그의 업무은 전국으로 자신의 성공적인 농업 개혁을 가져오는 것이었다.  1980년과 1984년 사이에 중화인민공화국의 농장 생산은 50 퍼센트에 의하여 성장하였다.
국무원 총리로서 자오쯔양은 많은 중요한 변화들을 이루었다.  그는 외화를 유치하고 수출을 촉진하는 데 해안 지역들에서 특별 경제특구를 세웠다.  그는 또한 중화인민공화국이 새로운 기술을 개발하는 도움을 주는 데 863 계획을 시작하였다.  자오쯔양의 개혁들은 1980년대 동안 농업과 경공업에서 빠른 성장으로 이끌었다.  그는 또한 그 경제 성장에 도움을 주는 데 서방의 국가들과 중화인민공화국의 관계럴 향상시키는 데 일하였다.

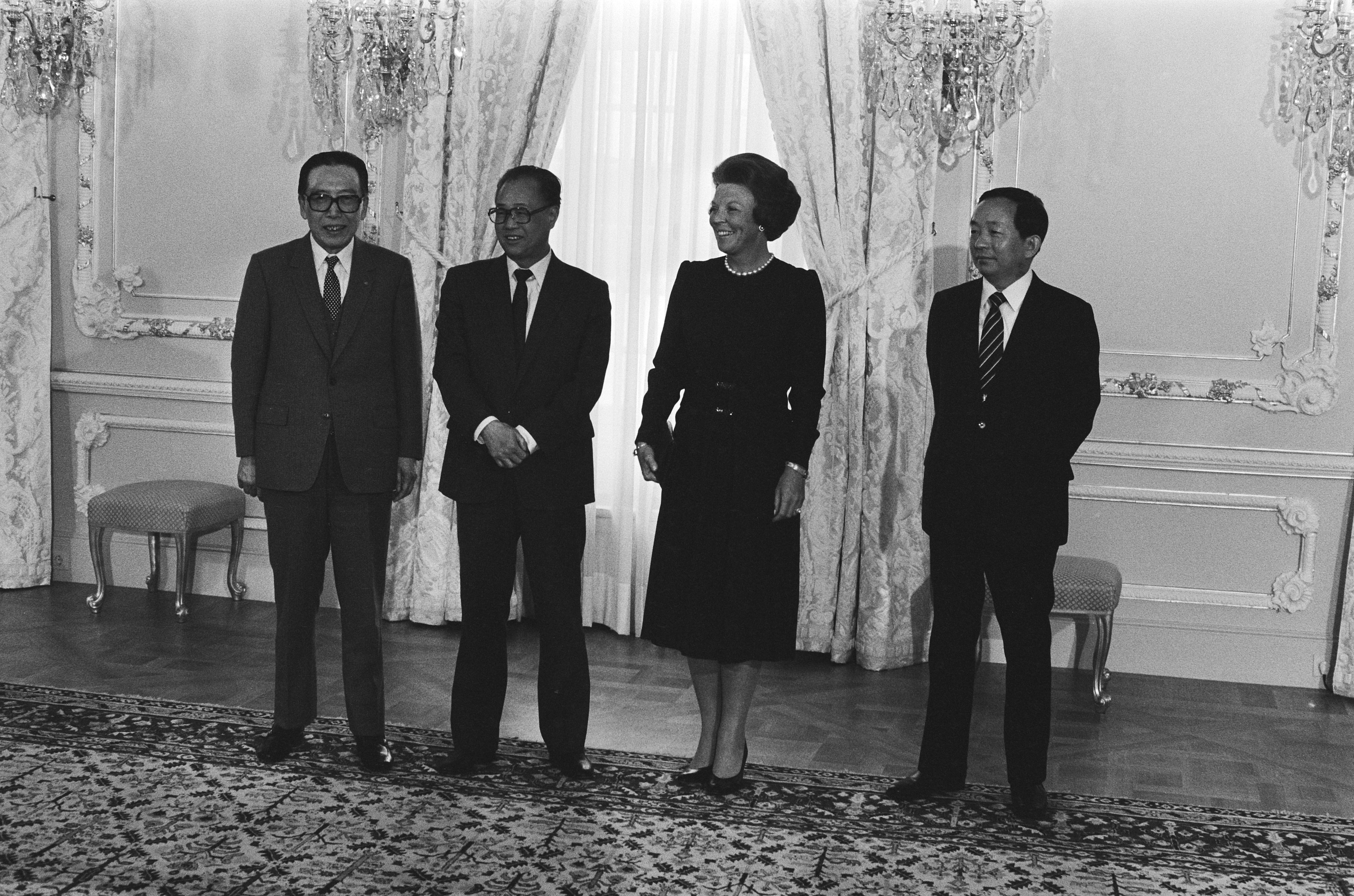
네덜란드 방문 중 베아트릭스 여왕과 함께 (1985년 6월 17일)

1985년 자오쯔양은 영국의 팝 듀오 왬!이 중화인민공화국을 방문하도록 허용하기도 했다.  이것은 서방의 팝 그룹에 의한 첫 방문이었고 중화인민공화국과 서방 사이에 문화적 유대를 향상시키는 것에 큰 단계로서 보여졌다.
자오쯔양은 경제 발전이 더욱 많은 개방성과 연결되었다는 것을 믿었다.  그는 생산을 촉진하는 데 중화인민공화국이 서로 다른 경제 아이디어들을 시도해야 한다는 것인줄 알았다.  그는 또한 당과 정부의 역할들을 갈라놓는 것을 제안하기도 했다.
1987년 자오쯔양은 중국공산당 중앙위원회 총서기가 되었다.  이것은 그를 당에서 가장 권력적인 인물로 만들었다.  그는 강제로 사임했던 후야오방을 대체하였다.  총서기로서 자오쯔양의 시간은 중화인민공화국에서 매우 개방적인 시기로서 보여졌다.  더욱 많은 표현의 자유와 언론의 자유가 있어 국민들이 자신들의 아이디어들을 더욱 자유롭게 표현할 수 있도록 허용하였다.

### 새로운 재정적 아이디어들
자오쯔양은 중화인민공화국에서 주식시장을 소개하는 도움을 주었다.  1984년 그의 후원과 함께 베이징과 상하이 같은 도시들은 합좌회사 제도를 실험하기 시작하였다.  이것은 회사들이 자신들의 근로자들에게 주식을 발행할 수 있었던 것을 의미하였다.  1985년 상하이에서 첫 회사는 공개적으로 주식을 팔아 많은 투자자들을 끌어들였다.  자오쯔양은 이 제도가 전국에 걸쳐 이용되기를 원하였다.
그는 또한 경제에서 어떻게 가격을 바꾸는 것을 결정하는 것에 큰 역할을 했다.  그는 갑작스런 "충격 요법"보다 점진적인 접근을 선택하였다.  그의 개혁들은 기업들을 더욱 활기차고 효율적으로 만드는 데 목표를 삼았다.

## 1989년 천안문 사건
자오쯔양은 1989년 천안문 사건이 시작되었을 때 겨우 1년간 총서기였다.  이 시위들은 그의 개혁 아이디어들이 존경을 받은 후야오방의 사망 후에 시작되었다.  국민들은 또한 상승하는 가격과 부패에 행복하지 않았다.  학생, 사상가와 다른 시민들이 시위들에 가입하였다.  그들은 더욱 많은 경제적 자유, 정치적 개방, 대중매체의 자유와 부패로 종말을 요청하였다.
자오쯔양은 시위자들을 향하여 동정심을 느꼈다.  그가 여행을 떠난 동안 리펑 총리를 포함한 다른 지도자들은 덩샤오핑에게 시위들이 위협이었다는 것을 확신시켰다.  시위들을 "반당-반사회주의"로 부른〈인민일보〉에 기사가 발행되었다.  이것은 시위자들을 더욱 크게 증가시켰다.
자오쯔양은 학생 단체들과 이야기하면서 상황을 진정시키려고 했다.  그는 부패 조사 같이 정부의 변화를 제안하였다.  하지만 그는 그의 노력들이 리더십에서 다른이들에 의하여 막아졌던 것을 느꼈다.
5월 17일 자오쯔양은 덩샤오핑과 다른 지도자들을 만났다.  자오쯔양은 긴장을 완화하는 데 신문 기사를 바꾸는 것을 제안하였다.  그러나 덩샤오핑은 계엄령을 선포하기로 결정하였다.  자오쯔양은 이 결정과 함께 불동의했다.

### 자오쯔양의 마지막 공개 모습
5월 19일 일찍이 자오쯔양은 톈안먼 광장으로 가서 학생들에게 연설하였다.  그는 메가폰을 이용하고 그들에게 다음과 같이 말했는 데 이것은 그의 마지막 공개 모습이었다.  그는 자신의 방문의 겨우 전에 다른 당수들에 의하여 그의 직위로부터 제거되었다.
학생들, 우리가 늦어서 죄송합니다.  동지들이 우리에 대하여 이야기하고, 우리를 비판하며 그것이 모두 필요합니다.  내가 여가 온 이유는 동지들의 용서를 구하러 온 것이 아닙니다.  내가 말하고 싶은 것은 동지들 모두가 약해지고 있다는 것이며 동지들이 단식 투쟁을 한 이래 벌써 7일이 지나 이렇게 지속할 수 없습니다.  시간이 흐르면서 동지들의 몸은 수리 할 수 없을 정도로 손상될 것이며 매우 생명에 위협이 될 수 있습니다.  이제 가장 중요한 한 것은 이 투쟁을 끝내는 것입니다.  난 동지들의 단식 투쟁이 당과 정부가 동지들에게 만족스러운 응답을 줄 것을 희망하는 것입니다.  나는 우리의 소통이 열려있다는 것을 느낍니다.  이 어떤 문제들은 특정 절차를 통해서만 해결 가능합니다.  예를 들어 동지들이 사건의 성격, 책임의 의문을 언급했으며 난 이 문제들이 결국적으로 해결될 수 있어 우리는 종말에 상호 합의에 도달할 것을 느낍니다.  하지만 동지들은 또한 상황이 매우 복잡하여 긴 과정이 될 것을 알아야 합니다.  동지들은 7년 이상 단식 투쟁을 지속할 수 없고 투쟁을 끝내기 전에 아직도 만족스러운 응답을 받고 싶어합니다.
동지들은 아직도 젊고, 우리는 늙었으며 동지들은 건강하게 살고 중국이 4대 현대화를 성취하는 날을 봐야 합니다.  동지들과 달리 우리는 이미 늙었고 상관이 없습니다.  동지들의 대학 수학을 지원하는 데 이 국가와 동지들의 부모를 위하여 쉽지 않습니다.  동지들은 이제 다 20대이며 곧 너무 쉽게 목숨을 희생할 예정입니다.  학생들, 당신들은 합리적으로 생각할 수 없습니까?  이제 상황은 매우 심각하고 동지들은 모두 당과 국가가 매우 궁금하며 우리의 사회는 매우 걱정이 된 것을 아십니까?  곁으로 베이징은 수도이며 상황은 어디서나 점점 더 악해지고 있어 이것은 지속될 수 없습니다.  학생들은 모두 좋은 의지를 가지고 있으며 조국의 이익을 위해서이나 만약 이 상황이 지속된다면 통제력을 잃고 어디서나 심각한 결과를 가져올 것입니다. 
결론으로 난 단 하나의 소원이 있습니다. 만약 동지들이 이 단식 투쟁을 멈춘다면 정부는 전혀 대화의 문을 닫지 않을 것입니다!  동지들이 제기한 의문들은 우리가 지속적으로 논의할 수 있습니다.  그것이 약간 느려도 우리는 어떤 문제들에 어떤 동의에 도달하고 있습니다.  오늘날 나는 그냥 학생들과 우리들의 느낌의 표현을 보고 싶을 뿐입니다.  나는 학생들이 이 문제들에 관하여 침착하게 생각할 수 있기를 바랍니다.  이 상황은 비논리적인 상황에서는 명확하게 정리할 수 없습니다.  동지들은 아무튼 그 힘이 있고 젊습니다.  우리는 한번 젊었고, 항의를 했으며 우리의 몸을 철도 위에 눕혔으며 그때는 미래에 무슨 일이 일어날지 생각해 본적이 없습니다.  결국 다시 한번 나는 학생들이 침착하게 미래에 관하여 생각하는 데 부탁드립니다.  거기에는 해결될 수 있는 많은 것들이 있습니다.  나는 동지들 모두가 단식 투쟁을 끝낼 것을 희망합니다.  감사합니다!

시위들은 지속되었고 6월 4일 정부는 광장을 비우는 데 군사력을 이용하여 많은 사망들로 이끌었다.
사건 후에 자오쯔양은 자신의 모든 직위들로부터 공식적으로 해고되었다.  당은 그가 "혼란을 지지하고 당을 갈라놓은 실수를 했다"고 말했다.  그는 그러고나서 가택 연금에 처해졌다.  자오쯔양의 이름은 중화인민공화국에서 대부분의 공개 기록에서 제거되었고 그는 사진들에서도 에어브러시로 지워졌다.

## 가택 연금 아래 인생과 사망

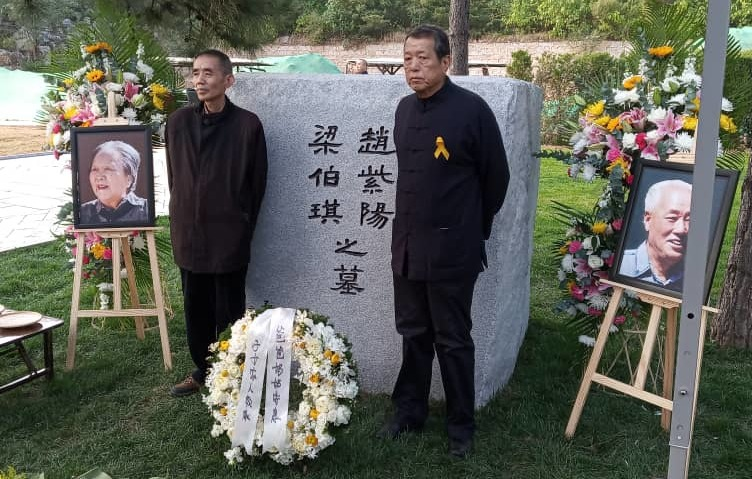
2019년 자오쯔양의 최종적 매장지. 우측은 그의 차남 자오얼쥔

자오쯔양은 베이징에서 다음 15년 동안 가택 연금 아래 살았다.  그는 전통적 중국식 집에서 그의 부인과 함께 했다.  그는 가까이 감시되었고 자신의 집을 떠나거나 방문객들이 있는 데 허용을 필요로 했다.  어쩌다 그는 중화인민공화국 안에서 휴가를 갈 수 있었고 항상 감독하에 있었다.
자신이 가택 연금 아래 있었어도 자오쯔양은 아무 범죄와 함께 전혀 공식적으로 기소된 적이 없었다.  그는 아직도 비밀적 정부 문서들을 읽을 수 있었다.
1989년 이후에 자오쯔양은 천안문 사건에 관한 정부의 공식적 견해와 함께 지속적으로 불동의하였다.  그는 정부가 잘못되었고 당이 그 행동을 재검토해야 했어야 한 것을 믿었다.  그는 사건들에 대한 새롭운 시각을 요청하는 편지들을 중화인민공화국 정부에게 썼으나 이것들은 중국 본토에서 전혀 발행되지 않았다.  시간이 지나면서 자오쯔양은 중화인민공화국이 언론의 자유, 결사의 자유, 독립적 사법부와 다당제 민주주의를 가져야 한다는 것을 믿게 되었다.
2005년 1월 17일 자오쯔양은 85세의 나이에 베이징에서 뇌졸중으로 사망하였다.  자신의 정치적 몰락 때문에 그는 중화인민공화국의 고위급 공무원들에 의하여 주어진 평소의 장례 의식을 받지 못했다.  그의 장례식은 후진타오 정부에 의하여 조용히 비공개적으로 치러졌다.  그는 화장되었고 정부가 그에게 팔보산 혁명공묘에 매장지를 부인한 이래 그의 재는 그의 가족에 의하여 베이징의 저택으로 가져갔다.  2019년 최종적으로 베이징 북부에 있는 천수원 묘지에 안치되었다.  카세트 테이프들에 녹음된 그의 비밀적 회고록들은 이후에 2009년에 발간되었다.  이 회고록들은 그의 일생과 중화인민공화국의 미래에 그의 사상들에 관하여 더욱 자세한 내용들을 제공하였다.

## 비판
중국공산당은 덩샤오핑 정권의 급진적 시장화 정책에 관해서 마오쩌둥과 저우언라이 정권을 향한 중공 내 인민 민주주의 독재의 향수와 중공 내 정책의 일시적 미비로 일어난 1989년 톈안먼 사건 사태를 진압한 후로 대한민국과 1992년에 적극적 자세로 수교를 맺었으나 중국공산당의 옛 구파들이 아직 당 내부에 남아 있었기 때문에 수교 후 한반도의 통일을 지원하고자 하는 데 사실상 적극적 관심을 표명하기 보다는 대만(당시 자유중국)과의 단교를 요구하는 한편으로 북한에는 더욱 고위급에 해당하는 대사를 계속 파견하였다. 아울러 통일을 염원하는 우리나라에 마오쩌둥이나 저우언라이, 리다자오, 루쉰 이하로 유학생들을 통해서 중국공산당의 옛 공산주의자들의 낡은 혁명 사상을 선전하는 대외적 공작을 하는 일은 적극적으로 전개했는데 이에는 조선로동당을 한반도의 주체로 삼고자 했던 중국공산당의 오랜 정권 차원의 전략이 있었을 뿐 아니라 또한 문화대혁명 기간인 1971년 유엔 가입을 가지고 '하나의 중국'을 자유 국가를 포함해 대외적으로 선전하고자 했던 까닭이 있었으며 문혁의 지도부 출신의 자오쯔양은 국내 홍위병 후배들의 극단적인 과격 시위 문제를 제대로 해결하지 못하면서 끝내 낙마하였던 것이다. 중국공산당은 날로 격해진 중국 군중 시위대가 무리하게 시장화 개혁을 폄훼하며 공산당 정권 자체를 공격하기 전까지는 오랫동안 중국 내 시위자들의 민주 항의 운동을 폭넓게 허용했었다. 중국공산당은 개혁개방을 시작한 이후로 도시와 농촌 지역에서 시장화 개혁을 비교적 급진적으로 추진하고자 하였다.

## 장쩌민이후 중화인민공화국 정권과 대만 정권의 상호적 합의
중국공산당의 개혁개방 이후로, 1992년에 중화인민공화국(대륙 지구)의 해협양안관계자협회와 중화민국(대만 지구) 해협교류기금회는 1949년 이전에 중국 대륙 내에서 발생한 역사적 사건들이 '하나의 중국(一個中國)' 내에서 발생한 것이었음을 함께 인식하고 상호 각자의 해석에 따라 그 사건들이 발생한 나라 명칭 및 현존하는 나라의 명칭에 '중국 또는 중화(中國, 中華, China)'를 함께 사용하기로 하는 '구이공식(九二共識)' 원칙에 합의하였다.

## 가족 관계
- 본인: 자오쯔양(赵紫阳, 1919년~2005년)
- 배우자
  - 포시쯔(사별)
  - 량보치(재혼)
- 자녀: 4남 2녀
  - 장녀: 자오메이메이(조졸 및 병몰) ... 유일케도 장녀(자오메이메이)만 포시쯔 소생
  - 장남: 자오다쥔
  - 차남: 자오얼쥔
  - 차녀: 자오량
  - 삼남: 자오쓰쥔
  - 사남: 자오우쥔

## 같이 보기
- 중화인민공화국의 역사

## 참고 자료
- 1989년 천안문사태 당시 중국 최고지도부 비밀대화록, (Feb 2001), 월간중앙, pp 449~459
- Jaime Florcruz, Death of Zhao zi yang(Jan 17th 2005), CNN Beijing bureau
- 벤자민 양, 등소평 평전, 권기대 역, 황금가지, 2004
- 서진영, 불운의 지도자 자오쯔양, 2005
- 서진영, 천안문 페이퍼에 관한 몇 가지 소개, 2005